# Eirenis modestus
Espèce
Synonymes
- Coronella modesta Martin, 1838
- Coluber nigricollis Dwigubsky, 1832
- Ablabes modestus var. semimaculata Boettger, 1876
- Contia collaris Boulenger, 1894

Statut de conservation UICN

 LC  : Préoccupation mineure
Eirenis modestus est une espèce de serpents de la famille des Colubridae.

## Répartition
Cette espèce se rencontre :
- en Arménie ;
- en Azerbaïdjan ;
- en Ciscaucasie ;
- au Daghestan ;
- dans l'est de la Géorgie ;
- en Grèce, y compris sur les îles de Chios, Kalymnos, Lesbos et Samos ;
- en Irak ;
- en Iran ;
- en Israël ;
- en Syrie ;
- dans l'est de la Turquie.

## Description

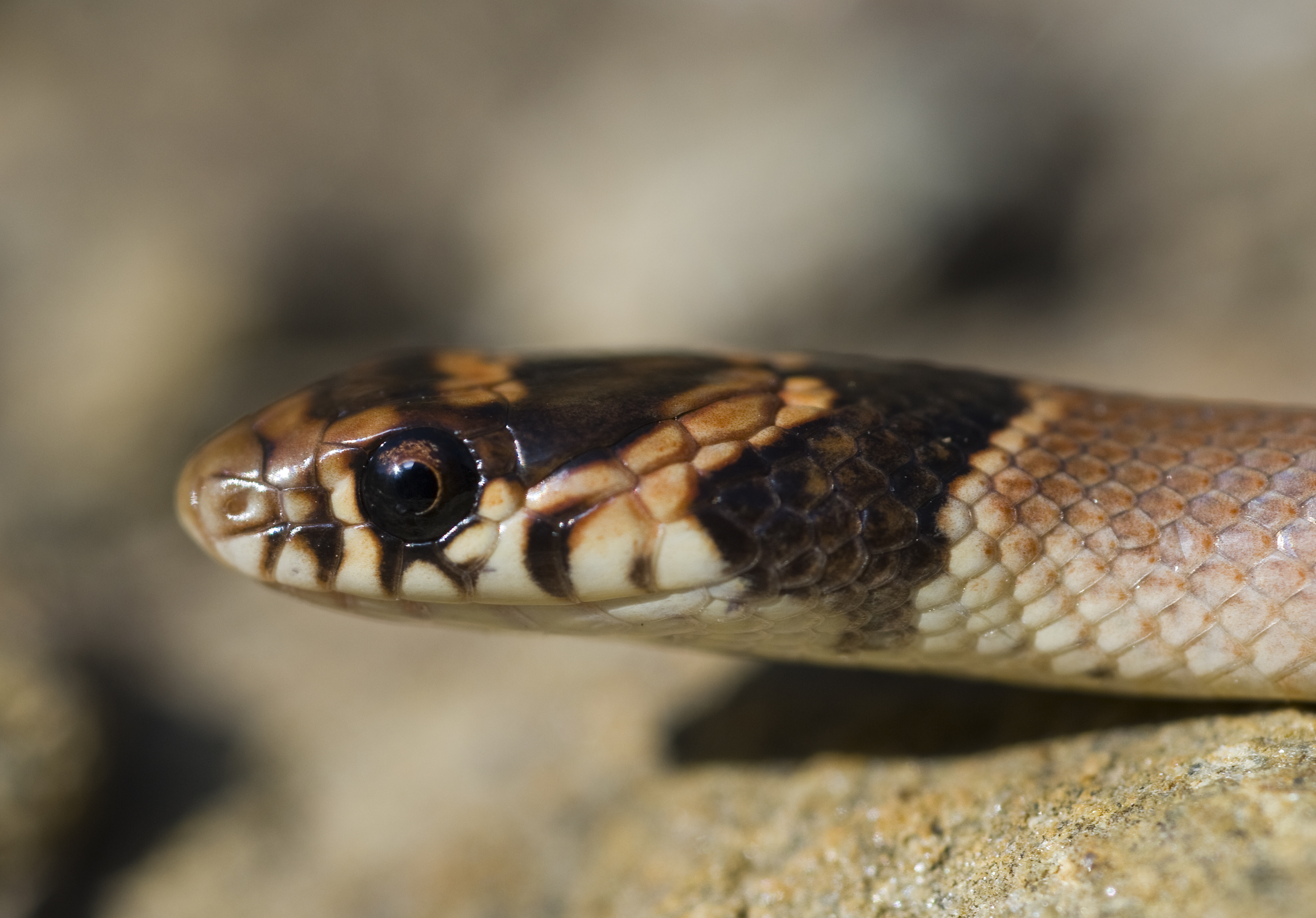
Eirenis modestus juvénile, détail de la tête.

Eirenis modestus mesure jusqu'à 55 cm. Son dos est brun clair, gris, brun ou beige rougeâtre. Sa face ventrale est jaune ou blanchâtre. Sa tête est ornée d'une tache noire qui peut s'estomper complètement sur les individus les plus âgés.
Cette espèce se nourrit essentiellement d'insectes, mille-pattes et araignées.
La ponte comportant de 3 à 8 œufs a lieu en juin-juillet. Les jeunes qui naissent en septembre mesurent entre 10 et 12 cm.

## Liste des sous-espèces
Selon The Reptile Database (14 février 2014) :
- Eirenis modestus cilicius Schmidtler, 1993
- Eirenis modestus modestus (Martin, 1838)
- Eirenis modestus semimaculatus (Boettger, 1876)

## Étymologie
Le nom de cette espèce, modestus, vient du latin modesta, « modéré, modeste », en référence à la taille modeste de cette couleuvre.

## Publications originales
- Boettger, 1876 : Bemerkungen über einige Reptilien von Griechenland und von der Insel Chios. Bericht des Offenbacher Vereins für Naturkunde, vol. 1876, p. 55-64.
- Martin, 1839 : A Collection of snakes procured by the Euphrates Expedition. Proceedings of the Zoological Society of London, vol. 1838, p. 81-84 (texte intégral).
- Schmidtler, 1993 : Zur Systematik und Phylogenie des Eirenis modestus-Komplexes in Süd-Anatolien. Spixiana, vol. 16, no 1, p. 79-96 (texte intégral).